# Allognosta inermis
Allognosta inermis är en tvåvingeart som beskrevs av Enrico Adelelmo Brunetti 1912. Allognosta inermis ingår i släktet Allognosta och familjen vapenflugor. Inga underarter finns listade i Catalogue of Life.